# Арсе, Висенте
Висе́нте А́рсе Кама́чо (исп. Vicente Arze Camacho; 22 ноября 1985, Санта-Крус-де-ла-Сьерра, Боливия) — боливийский футболист, полузащитник.

## Карьера

### Молодёжная карьера
Арсе начал свою карьеру футболиста в футбольной академии Тауичи, откуда в дальнейшем перешёл в «Блуминг». В 1999 год у Арсе продолжил обучение в молодёжной команде аргентинского клуба «Ньюэллс Олд Бойз». Примерно в то же время эту покинул Лионель Месси.
После возвращения в Боливию, в 2004 году футболист переехал в США, чтобы учиться в колледже и одновременно играть за его футбольную команду. Он поступил в университет Мерсер. В своём первом сезоне новичок сыграл 21 матч, из которых в 20 выходил в стартовом составе, забил три гола и сделал семь результативных передач. В том же году он был удостоен звания «новичок года» атлантической конференции и был избран в символическую сборную команду конференции. В следующем сезоне боливиец в 14 играх забил 8 голов и сделал 3 результативные передачи, всего же за команду университета Арсе сыграл 68 матчей чемпионата, забил 23 гола и сделал 18 передач.

### Клубная карьера
Висенте Арсе стал одним из немногих игроков, которые смогли перейти из команды университета Мерсер в профессиональный футбол. На дополнительном драфте MLS 2008 он был выбран во втором раунде командой «Канзас-Сити Уизардс», но получить контракт не сумел, после чего 5 февраля 2008 года подписал однолетний контракт с клубом USL-1 «Ванкувер Уайткэпс».
Дебют Арсе в профессиональном футболе состоялся 12 апреля 2008 года в игре первого тура против команды «Монреаль Импакт». Первый гол футболист забил 24 мая 2008 года в ворота «Портленд Тимберс», после чего был избран в «сборную недели». В итоговой таблице регулярного чемпионата «Уайткэпс» заняли второе место после «Пуэрто-Рико Айлендерс». 12 октября 2008 финальном матче плей-офф команда Тейтура Тордарсона со счётом 2:1 победила тех же «Айлендерс» и стала чемпионом USL-1. Вместе с Освальдо Алонсо из «Чарлстон Бэттери» и Мартином Нуньесом из «Каролина Рэйлхокс» Висенте Арсе был одним из претендентов на звание «Новичка года» в USL-1. Всего на протяжении сезона футболист сыграл в 26 матчах лиги, в которых забил 1 гол и сделал 2 голевые передачи.
В матчах первенства Канады 2008 года боливиец лишь дважды выходил на замены, а «Уайткэпс» заняли последнее третье место.
16 декабря 2008 года Арсе и совет директоров «Уайткэпс» продлили контракт боливийского полузащитника ещё на один год. В сезоне 2009 футболист был номинирован вместе с Лайлом Мартином на премию «Уайткэпс Блу энд Уайт Эворд». Кроме того, в том же году Арсе сыграл 2 матча в высшем дивизионе Боливии за «Аурору». После окончания сезона 2009 Висенте Арсе покинул «Уайткэпс», став полноценным игроком «Ауроры».
В 2010 году футболист перешёл в венгерский «Диошдьёр». В августе 2012 года подписал контракт с бельгийской командой «Шарлеруа». 2 августа 2012 года он дебютировал в высшем дивизионе Бельгии в игре против «Брюгге». 10 декабря 2012 года «Шарлеруа» отдал Арсе в аренду в иранский клуб «Эстегляль». В его составе футболист дебютировал 14 декабря в кубковом матче против «Сейпы», забив последний из 4-х голов своей команды (4:0). В следующем году футболист вернулся в «Шарлеруа», и уже в феврале 2014 его контракт был расторгнут.
Зимой 2014 года Арсе проходил сборы с украинским клубом Премьер-лиги «Говерла». Просмотр боливийского полузащитника в ужгородской команде завершился подписанием контракта. В украинском чемпионате футболист дебютировал 4 апреля в игре против донецкого «Металлурга». В дебютном матче Арсе сумел создать несколько потенциально опасных моментов. Через полгода пребывания в Ужгороде полузащитник расторгнул контракт с «Говерлой», предположительно, из-за финансовых проблем в клубе и проблем с выплатой зарплаты.
Зимой 2015 года футболист после 15-летнего перерыва вернулся в команду родного города «Блуминг».

### Международная карьера
Во время своего пребывания в «Ньюэллс Олд Бойз» Арсе привлекался к играм молодёжной сборной Боливии. Принимал участие в матчах квалификационного раунда чемпионата Южной Америки и чемпионата мира среди молодёжных команд 2003.
По состоянию на 24 марта 2015 года в составе национальной сборной Висенте Арсе провёл в общей сложности 3 матча.
| Матчи и голы Висенте Арсе за сборную Боливии | Матчи и голы Висенте Арсе за сборную Боливии | Матчи и голы Висенте Арсе за сборную Боливии | Матчи и голы Висенте Арсе за сборную Боливии | Матчи и голы Висенте Арсе за сборную Боливии | Матчи и голы Висенте Арсе за сборную Боливии | Матчи и голы Висенте Арсе за сборную Боливии                 |
| -------------------------------------------- | -------------------------------------------- | -------------------------------------------- | -------------------------------------------- | -------------------------------------------- | -------------------------------------------- | ------------------------------------------------------------ |
| №                                            | Дата                                         | Место проведения                             | Соперник                                     | Счёт                                         | Голы                                         | Турнир                                                       |
| 1                                            | 11 июня 2013                                 | Сантьяго, Чили                               | Чили                                         | 1:3                                          | -                                            | Чемпионат мира по футболу 2014 (отборочный турнир, КОНМЕБОЛ) |
| 2                                            | 6 сентября 2013                              | Асунсьон, Парагвай                           | Парагвай                                     | 0:4                                          | -                                            | Чемпионат мира по футболу 2014 (отборочный турнир, КОНМЕБОЛ) |
| 3                                            | 30 мая 2014                                  | Севилья, Испания                             | Испания                                      | 0:2                                          | -                                            | Товарищеский матч                                            |

Итого: 3 матча / 0 голов; 0 побед, 0 ничьих, 3 поражения.

## Достижения
«Ванкувер Уайткэпс»
- Чемпион Первого дивизиона ЮСЛ[англ.]: 2008

«Эстегляль»
- Чемпион Ирана: 2012/13